# District de Wuhua
Pour les articles homonymes, voir Wuhua.
Le district de Wuhua (五华区 ; pinyin : Wǔhuá Qū) est une subdivision administrative de la province du Yunnan en Chine. Il est placé sous la juridiction administrative de la ville-préfecture de Kunming.

## Démographie
La population du district était de 855 521 habitants en 2010.